# RTL (Hrvatska)
RTL je hrvatska privatna televizijska postaja koja prikazuje svoj program od 30. travnja 2004. Prva je televizijska postaja u Hrvatskoj koja je počela stalno prikazivanje  u formatu 16:9, i to 31. prosinca 2010. godine. Od 4. rujna 2015., RTL Televizija postaje samo RTL.

## Povijest

### 2000-ih
2003. godine započeo je postupak dodjele koncesije za novi nacionalni televizijski kanal koji bi zamijenio tadašnji HRT 3. U natječaju za koncesiju sudjelovale su velike međunarodne medijske grupacije, među kojima su RTL Grupa, News Corporation, SBS Broadcasting, HMTM i CME. U rujnu 2003. godine objavljeno je kako je nacionalna koncesija dodijeljena RTL-u.
RTL je započeo emitiranje 30. travnja 2004. u 18:45 po lokalnom vremenu. Prvo izdanje RTL-ovog informativnog programa, RTL Vijesti, toga su dana vodili Tomislav Jelinčić i Tanja Tomić. U vrijeme pokretanja, RTL je djelovao iz jednog ureda s tek 10 računala i 10 zaposlenika. Tijekom godina, RTL je izrastao u multimedijsku platformu s više od 300 zaposlenika.

### 2010-ih
RTL-ov drugi kanal, RTL 2, pokrenut je 2. siječnja 2011. RTL Televizija od 4. rujna 2015. postaje samo RTL.
Od 12. studenoga 2019. RTL grupa u Hrvatskoj sve svoje kanale prikazuje u HD-u, a od 20. prosinca 2019. glavni kanal RTL-a u Hrvatskoj dobiva novi vizualni identitet i novi studio za emisije RTL Danas, RTL Vijesti i RTL Direkt.

### 2020-ih
Češka PPF Grupa je preko svoje podružnice Central European Media Enterprises, 1. lipnja 2022., kupio RTL Hrvatsku od RTL Grupe za 50 milijuna eura. Predsjednica Uprave RTL Hrvatske je Stella Litou. U lipnju 2022. godine na tom je položaju Marca Puškarića zamijenio Branko Čakarmiš, a Stella Litou na poziciju je došla u studenom iste godine. Marc Puškarić je tu dužnost obnašao od travnja 2019. godine nakon Henninga Tewesa.
RTL je u kolovozu 2023. godine pokrenuo digitalnu platformu Voyo koja omogućuje pristup katalogu RTL-ovog televizijskog programa na zahtjev.
RTL je 19. studenoga 2024. je na svom glavnom kanalu implementirao sustav za automatsko generiranje titlova u stvarnom vremenu. Sustav se temelji na tehnologiji prepoznavanja govora i generira titlove prilagođene jeziku emitiranog sadržaja. Za pristup funkciji potrebni su DVB-T2 prijemnik ili televizor koji podržava tu tehnologiju, a titlovi se aktiviraju putem izbornika uređaja ili odgovarajuće tipke na daljinskom upravljaču. Sustav je namijenjen poboljšanju pristupačnosti televizijskog programa, osobito za gluhe i nagluhe osobe.
RTL je u travnju 2025. najavio gašenje svog teleteksta.

## Program

### Vlastiti program

#### Informativni program
Od samog početka rada, RTL svakodnevno prikazuje svoje dnevne vijesti. Radnim danima vijesti su se prikazivale u 18:30 sati, a večernje izdanje u 23:00 sata. Šestogodišnja koncepcija petnaestominutnih vijesti pod nazivom Vijesti RTL Televizije došla je svom kraju 24. listopada 2010., kada je s prikazivanje krenula nova informativna emisija RTL Danas. Današnji informativni program čine sljedeće emisije:
- RTL Danas – informativna emisija RTL-a koja se emitira radnim danima u 13:30 i svakodnevno u 16:30 i 19:00 sati.
- RTL Direkt – kasnovečernja emisija koja se prikazuje od ponedjeljka do četvrtka u 22:30 sati.
- Stanje nacije – politička satira koju uređuje i vodi Zoran Šprajc, a prikazuje se petkom u 22:30 sati.

#### Igrane serije
- Zabranjena ljubav (2004.–2011.)
- Bibin svijet (2006.–2011.)
- Sudnica (2006.)
- Krim Tim 2 (2007.)
- Ne daj se, Nina (2007.–2008.)
- Moja 3 zida  (2009.)
- Instruktor (2010.)
- Krv nije voda (2011.–2022.)
- Ruža vjetrova (2011.–2013.)
- Tajne (2013.)
- Vatre ivanjske (2014.)
- Horvatovi (2015.)
- Prava žena (2016.)
- Dragi susjedi (2018.)
- Pogrešan čovjek (2018.)
- Blago nama  (2020.–2022.)
- San snova (2023.–2024.)
- Sjene prošlosti (2024.)

#### Reality show
Vidi još: Reality show
RTL je proizveo i emitirao brojne reality show emisije, od kojih su većina hrvatske adaptacije stranih formata. RTL je 18. rujna 2004. krenuo s prvom sezonom hrvatske inačice emisije Big Brother koji je zahvaljujući gledanosti trajao devet sezona, a posljednja sezona prikazana je u proljeće 2018. godine. Među RTL-ovim najdugovječnijim reality emisijama ističu se Večera za 5 i Ljubav je na selu. 
|  | Trenutne i nadolazeće serije |
|  | Prijašnje serije             |

| Naslov                    | Temeljeno na                | Voditelj(i)                                                                                                  | Br. sezona        | Premijerno emitiranje | Izv.   |
| ------------------------- | --------------------------- | --- | ----------------- | --------------------- | ------ |
| Big Brother               | Big Brother                 | - Daria Knez (1. s.) - Antonija Blaće (2.–6., 8. s.) - Marijana Batinić (7. s.)                              | 9                 | 18. rujna 2004.       | [ 13 ] |
| Mjenjačnica               | –                           | Robert Knjaz                                                                                                 | 2                 | 12. siječnja 2005.    | [ 14 ] |
| Dvornikovi                | The Osbournes               | – | 2                 | 4. siječnja 2006.     | [ 15 ] |
| Mijenjam ženu             | Wife Swap                   | – | 2                 | 2006.                 | [ 16 ] |
| Koledžicom po svijetu     | –                           | Robert Knjaz                                                                                                 | 2                 | 15. ožujka 2007.      | [ 17 ] |
| Večera za 5               | Come Dine with Me           | | 17                | 14. svibnja 2007.     | [ 18 ] |
| Hrvatski Top Model        | America's Next Top Model    | - Tatjana Jurić (1. s.) - Vanja Rupena (2. s.)                                                               | 2                 | 8. ožujka 2008.       | [ 19 ] |
| Punom parom               | –                           | – | 1                 | 2008.                 | [ 20 ] |
| Ljubav je na selu         | Farmer Wants a Wife         | - Lorena Nosić (1.–2. s.) - Marijana Batinić (3.–12. s.) - Anita Martinović (od 13. s.)                      | 17                | 4. rujna 2008.        | [ 21 ] |
| Hrvatska traži zvijezdu   | Idol                        | - Antonija Blaće (1.–2. s.) - Ivan Šarić (3. s.)                                                             | 3                 | 22. veljače 2009.     | [ 22 ] |
| Najveći hrvatski misterij | –                           | Robert Knjaz                                                                                                 | 1                 | 8. rujna 2009.        | [ 23 ] |
| Jezikova juha             | Ramsay's Kitchen Nightmares | - Stéphan Macchi (1.–3. s.) - David Skoko (4. s.)                                                            | 3                 | 15. listopada 2009.   | [ 24 ] |
| Survivor: Kostarika       | Survivor                    | Marijana Batinić                                                                                             | 1                 | 12. ožujka 2012.      | [ 25 ] |
| Tri, dva, jedan – peci!   | –                           | Antonija Blaće                                                                                               | 4                 | 9. prosinca 2013.     | [ 26 ] |
| Tri, dva, jedan – kuhaj!  | –                           | - Antonija Blaće (1. s.) - Doris Pinčić (2.–7. s.) - Domagoj Jakopović (7.–8. s.) - Marijana Batinić (9. s.) | 9                 | 24. ožujka 2014.      | [ 27 ] |
| Shopping kraljica         | Shopping Monsters           | - Borut Mihalić (1.–2. s.) - Robert Sever (3. s.)                                                            | 3                 | 16. ožujka 2015.      | [ 28 ] |
| Zvjezdice                 |                             | - Doris Pinčić (1.–2. s.) - Nives Čanović (2.–3. s.)                                                         | 3                 | 12. rujna 2015.       | [ 29 ] |
| Život na vagi             | The Biggest Loser           | - Marijana Batinić - Sanja Žuljević (5. s.)                                                                  | 3                 | 27. ožujka 2017.      | [ 30 ] |
| RTL Zvijezde              | Pinkove Zvezde              | - Antonija Blaće (1, 3. s.) - Petra Dugandžić (2. s.)                                                        | 3                 | 8. svibnja 2017.      | [ 31 ] |
| Gospodin Savršeni         | The Bachelor                | Antonija Blaće                                                                                               | 3                 | 19. studenoga 2018.   | [ 32 ] |
| Superpar                  | Power Couple                | Enis Bešlagić                                                                                                | 4                 | 23. ožujka 2019.      | [ 33 ] |
| Brak na prvu              | Gift ved første blik        | – | 5                 | 16. ožujka 2020.      | [ 34 ] |
| Masked Singer             | King of Mask Singer         | - Antonija Blaće (1. s.) - Nikolina Pišek (2. s.)                                                            | 2                 | 2. travnja 2022.      | [ 35 ] |
| Pet spojeva tjedno        | Five Guys a Week            | – | 1                 | 21. studenoga 2022.   | [ 36 ] |
| Superstar                 | Idol                        | Antonija Blaće                                                                                               | 2                 | 23. rujna 2023.       | [ 37 ] |
| Hell's Kitchen Hrvatska   | Hell's Kitchen              | Tomislav Gretić                                                                                              | 1                 | 31. siječnja 2024.    | [ 38 ] |
| Farma                     | The Farm                    | Nikolina Pišek                                                                                               | 1                 | 26. svibnja 2025.     | [ 39 ] |
| The Tratiros              | De Verraders                | nadolazeća serija                                                                                            | nadolazeća serija | nadolazeća serija     | [ 40 ] |

#### Igre i kvizovi
- Veto (2004., temeljeno na Das Quiz mit Jörg Pilawa)
- Fear Factor (2006.–2007., temeljeno na Fear Factor)
- Kunolovac (2007.)
- Pobijedi Šolu (2009.)
- Tog se nitko nije sjetio! (2013., temljeno na Pointless)
- Tko će ga znati? (2013.)
- Pet na pet (2014.–2018., temeljeno na Family Feud)
- Kolo sreće (2015.–2020., temeljeno na The Wheel of Fortune)
- Direktor svemira (2021., temeljeno na Taskmaster)
- Ma lažeš! (2021)
- Dođi, pogodi, osvoji (2021.–, temeljeno na The Price Is Right)

#### Ostali program
Među prvim domaćim emisijama s kojima je RTL započela svoj program bili su magazini Exploziv i Exploziv Vikend, prema istoimenoj emisiji RTL-a u Njemačkoj. Emisije su se bavile pričama, sudbinama i događajima iza kulisa i približavale su se običnim ljudima, a voditeljica im je bila Tatjana Jurić. Vikend izdanje Exploziva emitiralo se kratko, dok je tjedna verzija svoju posljednju emisiju prikazala 28. kolovoza 2009. RTL je prikazao i Exkluziv Tabloid, Exkluziv s Tatjanom Jurić i RTL Extra Magazin te emisiju sličnoga formata i tematike Sve u šest koju je vodila Antonija Stupar Jurkin. U proljetnoj shemi, od 10. travnja 2018. godine, RTL je prikazivao Exkluziv vikendom prije središnje informativne emisije.
RTL je emitirao i prvi hrvatski dnevnu razgovornu emisiju Sanja čija je voditeljica bila pjevačica Sanja Doležal. Emisija je s prikazivanjem krenula 3. svibnja 2004. radnim danima u 17:45 sati. Doticala se društvenih tema iz svakodnevnoga života običnih i poznatih ljudi. Nakon dvije sezone, otkazana je u svibnju 2006. godine.
- Sanja (2004., razgovorna emisija koju je vodila Sanja Doležal)[43]
- Exkluziv Tabloid (2004.)
- Salto
- Superdadilja
- Svijet čuda
- Prijatelji na kvadrat
- Tipično muški, tipično ženski (2006.)[44]
- Žuta minuta
- Galileo (2011.–2015., edukativna emisija)
- Studio 45 (2011.–2014., razgovorna emisija)
- InDizajn s Mirjanom Mikulec (2012.–, lifestyle emisija)
- Kuhar i pol (2012., emisija koju je vodio Tomislav Gretić)[45]
- Ludi bar (2019., razgovorna emisija koju su vodili Antonija Blaće i Rene Bitorajac)
- Gradi(ona) (2021.–, lifestyle emisija)
- Stanje nacije (2022.)
- Dosje Jarak (2023.–2025., dokumentarna serija)
- MagNet (2025., lifestyle emisija koju je vodila Nikolina Pišek)

### Strani program
Osim domaćeg programa, RTL prikazuje razne strane televizijske serije i filmove otkupljene od stranih televizijskih kuća. Na kanalu su se 2000-ih godina prikazivale popularne američke humoristične serije kao što su Dadilja, Malcolm u sredini, Kako sam upoznao vašu majku, Korak po korak, Puna kuća i Pod istim krovom.
RTL je 2010-ih godina popularizirao turske serije, prikazavši naslove poput Sulejman Veličanstveni i  Tisuću i jedna noć.

### Sport
2009. godine RTL je prenosio Svjetsko prvenstvo u rukometu. 2016. godine RTL je nastavio trend zanimanja za rukometna natjecanja te je prenosio Svjetsko prvenstvo u rukometu u Kataru, a isto nastavlja i sljedećih godina dobivanjem prava na prikazivanje svjetskih i europskih prvenstva u rukometu za područje Hrvatske koje ostvaruju milijunsku gledanost RTL-a tih dana.
Od 2013. do 2015. godine su radili sportsku emisiju pod imenom RTL Liga baveći se HNL-om.
Od 2017. godine sve su učestaliji prijenosi vikendima borilačkih sportova (UFC-a, boksa i dr.).

## Kanali
- RTL – nacionalni (glavni) TV kanal
- RTL 2 – nacionalni TV kanal
- RTL Kockica – nacionalni dječji TV kanal
- RTL Living – prikazuje se na satelitu i IPTV mrežama
- RTL Passion – prikazuje se na satelitu i IPTV mrežama
- RTL Crime – prikazuje se na satelitu i IPTV mrežama
- RTL Croatia World – prikazuje se putem kabelskih operatera, IPTV, OTT i DTH specijaliziranih operatera Australije, Novog Zelanda, Sjeverne Amerike i Kanade, Austrije te u Srbiji
- RTL Adria – prikazuje se na satelitu i IPTV mrežama

### Digitalne platforme
- PLAY, kasnije PLAY PREMIUM (do 2023.) – web i mobile streaming platforma
- Voyo (od 2023.) – streaming platforma

## Djelatnici

### Trenutni voditelji i urednici informativnog programa RTL-a
| programi        | voditelji               | urednici                |
| --------------- | ----------------------- | ----------------------- |
| RTL Danas       | Ana Brdarić Boljat      | Ana Bulić               |
| RTL Danas       | Damira Gregoret         | Ivana Brkić Tomljenović |
| RTL Danas       | Ivana Brkić Tomljenović | Mirjana Posavac         |
| RTL Danas       | Tomislav Jelinčić       | Leona Šiljeg            |
| RTL Danas       | Adrian De Vrgna         | Borna Keserović         |
| RTL Danas       | Mario Jurič             | Marko Šiklić            |
| RTL Direkt      | Mojmira Pastorčić       | Mojmira Pastorčić       |
| RTL Direkt      | Mojmira Pastorčić       | Antonio Zavada          |
| Stanje nacije   | Zoran Šprajc            | Zoran Šprajc            |
| RTL Sport       | Filip Brkić             | Marko Vargek            |
| RTL Sport       | Marko Vargek            | Marko Vargek            |
| RTL Sport       | Boris Jovičić           | Marko Vargek            |
| RTL Sport       | Ines Goda               | Marko Vargek            |
| RTL Vrijeme     | Željka Pogačić          |                         |
| RTL Vrijeme     | Damjana Ćurkov          |                         |
| RTL Vrijeme     | Dorian Ribarić          |                         |
| RTL Vrijeme     | Ana Bago Tomac          |                         |
| RTL Vrijeme     | Sven Vorkapić           |                         |
| Glavna urednica | Željka Marijanović      |                         |

## Vanjske poveznice
- Službene stranice RTL Televizije
- Službena mrežna platforma RTLPlay
- News portal RTL-a: Vijesti.hr  Arhivirana inačica izvorne stranice od 2. svibnja 2015. (Wayback Machine)
- RTL Hrvatska na RTL Grupa
- RTL Hrvatska na Facebooku
- RTL Hrvatska na Twitteru
- RTL Hrvatska na Instagramu